# دیویانکا تریپاتی

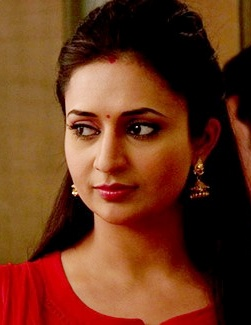
تریپاتی سر صحنۀ سریال این است عشق در سال ۲۰۱۵

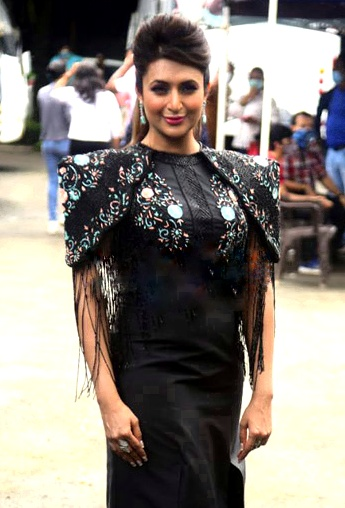
دیویانکا تریپاتی در سال ۲۰۲۱

دیویانکا تریپاتی (انگلیسی: Divyanka Tripathi؛ زادهٔ ۱۴ دسامبر ۱۹۸۴) بازیگر تلویزیون و سینما و همچنین مجری تلویزیون و رادیو اهل هند است. او به خاطر بازی در نقش‌های دوگانه ویدیا پراتاپ‌سینگ و دیویا شوکلا در سریال عروس تو خواهم شد از شبکهٔ تلویزیونی زی و دکتر ایشیتا بهالا در سریال این است عشق از شبکه استار پلاس شناخته شده است. در سال ۲۰۱۷، در برنامه واقع‌نمای شریک رقص ۸ شرکت کرد و برنده مسابقه شد. در سال ۲۰۲۱، در برنامه فییر فاکتور: بازیگران خطر ۱۱ به عنوان شرکت‌کننده حضور داشت و نایب قهرمان شد.

## اوایل زندگی و تحصیل
تریپاتی در ۱۴ دسامبر ۱۹۸۴ میلادی در شهر بهوپال ایالت مادیا پرادش متولد شد. او تحصیلات خود را در مدرسه کارمل کونونت در بهوپال گذراند. سپس از کالج دولتی دخترانه ساروجینی نایدوی بهوپال فارغ‌التحصیل شد. او دوره کوهنوردی را در مؤسسه کوهنوردی نهرو در شهر اوتارکاشی به پایان رساند.

## زندگی حرفه‌ای
تریپاتی کار خود را به عنوان مجری در رادیو آل ایندیا در بهوپال آغاز کرد. او در مسابقه پانتن زی تین کوئین در سال ۲۰۰۳ شرکت کرد و عنوان «میس بیوتیفول اسکین» (دوشیزهٔ خوش پوست) را به دست آورد. در سال ۲۰۰۴، تریپاتی در مسابقه ایندیا بست سینِستارز کی خوج (برنامه کشف ستارگان سینما) شرکت کرد و در نهایت در رده ۸ برتر از منطقه بهوپال قرار گرفت. او دوباره از منطقه ایندور شرکت کرد که در آن به عنوان نایب قهرمان معرفی شد. این موفقیت باعث شد که او به مرحله دوم مسابقه راه یابد که در نهایت در آن مرحله شکست خورد. در سال ۲۰۰۵، او عنوان «دختر شایسته بهوپال» را کسب کرد.
تریپاتی با بازی در یک فیلم تلویزیونی برای دوردارشان وارد عرصه بازیگری شد و سپس برنامه‌ای به نام پیشگویی را ارائه داد. در سال ۲۰۰۵، او در مجموعهٔ این دل بیشتر می‌خواهد از شبکه استار وان در نقش پایال بازی کرد و سپس در سال ۲۰۰۶ در سریال میراث در نقش ملانی ایفای نقش نمود. در اوت ۲۰۰۶، تریپاتی برای بازی در سریال درام عروس تو خواهم شد از شبکهٔ تلویزیونی زی انتخاب شد و نقش‌های دوگانه ویدیا و دیویا را بازی کرد. او به خاطر نقش ویدیا و جفت تلویزیونی‌اش با شراد ملهوترا شهرت یافت. او جوایز زیادی برای عملکردش در این برنامه کسب کرد، از جمله جایزه آکادمی تلویزیون هند برای بهترین بازیگر در دسته درام و جایزه تلویزیون هند برای برترین چهره جدید. این برنامه سه سال پخش شد و در سال ۲۰۰۹ به پایان رسید. او در سال ۲۰۰۶ در مسابقه گنجینه غذایی از شبکهٔ تلویزیونی زی نیز شرکت کرد.
در سال ۲۰۰۷، تریپاتی در برنامه واقع‌نمای جهوم ایندیا از شبکه ساهارا وان شرکت کرد. در سال ۲۰۰۸، او در مسابقه «ناچله وی» از شبکه ایمیجن تی‌وی با ساروج خان شرکت کرد. در همان سال، او برنامه جالوا فور ۲ کا ۱ از شبکه ۹X را ارائه داد. در سال ۲۰۰۹، تریپاتی در فصل دوم سریال ترسناک هیسسسس… باز یکی اونجاست از شبکه استار پلاس حضور یافت. در سال ۲۰۱۰، او نقش رشمی شارما، یک خانه‌دار را در سریال کمدی درام خانم و آقای شارماالله آبادواله از شبکه ساب تی‌وی بازی کرد. در سال ۲۰۱۱، تریپاتی در برنامه ضربهٔ قوی: توتال وایپ‌اوت از شبکه ایمیجن تی‌وی شرکت کرد. سپس در سریال چینتو چینکی و یک داستان عشقی طولانی از شبکه ساب تی‌وی در نقش سومان بازی کرد و بعد در یک قسمت از برنامه دادگاه حضور یافت. در سال ۲۰۱۲، او در سریال داستان‌های عشق ما از شبکه استار پلاس در نقش نیکیتا در مقابل محمداقبال خان بازی کرد.
در سال ۲۰۱۳، او در سریال این است عشق به کارگردانی اکتا کاپور در نقش دکتر ایشیتا بهالا، یک دندانپزشک نابارور ظاهر شد که برای ارائه محبت مادری به دختر یک مدیر عامل، با او ازدواج می‌کند و در سن سریال نقش مقابل کارن پاتل را ایفا نمود. این سریال در دسامبر ۲۰۱۳ پخش شد و به مدت شش سال با موفقیت ادامه داشت تا اینکه در پایان سال ۲۰۱۹ به اتمام رسید. بازی او در نقش ایشیتا جوایز و نامزدی‌های زیادی از جمله جایزه تلویزیون هند برای بهترین بازیگر نقش اول، جایزه شیر زرین برای بهترین بازیگر نقش اول و جایزه بوروپلاس گلد را برای بهترین بازیگر نقش اول را به همراه داشت. در سال ۲۰۱۵، او جایزه شان-ای-بوبال را دریافت کرد. همچنین در سال ۲۰۱۶، او دو جایزه در مراسم جوایز طلایی برای چهره سال و بهترین بازیگر نقش اول دریافت کرد.
در سال ۲۰۱۶، تریپاتی در برنامه واقع‌نمای ورزشی "باکس کریکت لیگ ۲" از شبکه کالرز تی‌وی شرکت کرد. سپس در همان سال، او در برنامه عروس ما، راجنی کانت از شبکه لایف اوکی به همراه آنیتا حسناندانی ریدی، هینا خان و کارانویر بوهرا حضور یافت. در سال ۲۰۱۷، او در مسابقه شریک رقص ۸ با همسرش ویوک داهیا شرکت کرد و به هم برندهٔ مسابقه شدند در حالی که زوج موهیت سه‌گال و سانایا ایرانی به عنوان فینالیست‌ها معرفی شدند.
در سال ۲۰۱۸، تریپاتی در برنامه کانپور والی خورانا حضور یافت. او اوایل سال ۲۰۱۹، برنامه صدای ۳ از شبکه استار پلاس را ارائه داد. در ژوئن ۲۰۱۹، تریپاتی در برنامه من کجام تو کجایی به همراه دیپیکا کاکار حضور یافت. در سال ۲۰۲۰، او در برنامه گریدی کلازت ظاهر شد. در دسامبر ۲۰۲۰، تریپاتی مجموعه آنتولوژی گشت جنایی از شبکه سونی تی‌وی را تا مارس ۲۰۲۱ اجرا کرد. در سال ۲۰۲۱، او در برنامه واقع‌نمای مبتنی بر حرکات خطرناک فییر فاکتور: بازیگران خطر ۱۱ از شبکه کالرز تی‌وی به عنوان شرکت‌کننده حضور یافت.

## زندگی خصوصی
تریپاتی مدتی با بازیگر هندی شراد ملهوترا که هم‌بازی‌اش در سریال عروس تو خواهم شد بود، در ارتباط بود اما آنها در سال ۲۰۱۵ از هم جدا شدند.
در ۱۶ ژانویه ۲۰۱۶، او با هم‌بازی‌اش ویوک داهیا، در سریال این است عشق نامزد کرد. این زوج در ۸ ژوئیه ۲۰۱۶ در بهوپال ازدواج کردند.

## تصویر در رسانه‌ها
در سال ۲۰۱۴، تریپاتی در رده ۲۳ از بین «۳۵ بازیگر داغ تلویزیون هند» توسط سایت منزاکس‌پی، یک وب‌سایت سبک زندگی برای مردان هند قرار گرفت. در سال ۲۰۱۷، او نخستین بازیگر تلویزیون هندی شد که در فهرست ۱۰۰ ستاره ثروتمند فوربز هند قرار گرفت، فهرستی که بر اساس درآمد و محبوبیت سلبریتی‌های هند است و او در رتبه ۹۶ قرار گرفت. در دو سال بعدی، او به ترتیب در رتبه‌های ۹۴ و ۷۹ قرار گرفت. در سال ۲۰۱۷، به خاطر بازی‌اش در نقش ایشیتا، روزنامه ایندین اکسپرس او را در رده دوم فهرست «۱۰ بازیگر برتر تلویزیون» خود قرار داد. در سال ۲۰۱۸، تایمز هند او را در رتبه سوم فهرست «۱۰ بازیگر محبوب تلویزیون» قرار داد.
در سال ۲۰۱۷، تریپاتی چند توییت‌ احساسی منتشر کرد و تجاوز به یک دختر ۱۲ ساله در چندیگاره در روز استقلال هنذ (۱۵ اوت) را محکوم کرد. برخی از این توییت‌ها را به نخست‌وزیر نارندرا مودی ارسال کرد و از او خواست تا اقدامات سخت‌گیرانه‌ای علیه متجاوز انجام دهد.
در همان سال، تریپاتی به خاطر نقش هریاوانوی خود در سریال این است عشق مورد تمسخر ترول اینترنتی قرار گرفت. او به دلیل استفاده از آرایش قهوه‌ای تیره برای این نقش، به طرز زشتی مورد حمله قرار گرفت. دربارهٔ این موضوع، تریپاتی به تمسخرکننده‌ها پاسخ داد و گفت:
«اگر من تصمیم گرفتم تیره‌پوست باشم… چرا این به نظرتون زشت است؟ آیا شما این را زشت می‌بینید؟ شماها حتی قبل از انتقاد، کمی فکر نمی‌کنید! کدام بازیگر هندی داوطلبانه تصمیم می‌گیرد که در تلویزیون تیره به نظر بیاید؟ این کار عادی نیست!!! اول منو بشناسیدبعد منو قضاوت کنید! من خودم این آرایش رو انجام می‌دم! هر روز! پس لطفاً… داستان رو تماشا کنید، درک کنید و احترام بگذارید به جای نوشتن نظرات بی‌اساس و تحریک‌آمیز!»
در سال ۲۰۲۰، تریپاتی عنوان «چهره بین‌المللی و محبوب‌ترین چهره تلویزیون هند در سال ۲۰۲۰» را به دست آورد. در سال ۲۰۲۱، تریپاتی با جایزه «قهرمانان تغییر» مورد تقدیر قرار گرفت.